# Norgesmesterskapet 1926
La Norgesmesterskapet 1926 di calcio fu la 25ª edizione del torneo. La squadra vincitrice fu l'Odd, che vinse la finale contro lo Ørn con il punteggio di 3-0.

## Terzo turno
| Squadra 1    | Risultato      | Squadra 2         |
| ------------ | -------------- | ----------------- |
| Ørn          | 5 – 0          | Aalesund          |
| Brage        | 2 – 1          | Ranheim           |
| Brann        | 4 – 1          | Gjøvik-Lyn        |
| Kvik         | 0 - 3          | Drafn             |
| Fram Larvik  | 1 – 0          | Sarpsborg         |
| Fredrikstad  | 6 – 0          | Vålerengen        |
| Storm        | 3 – 0          | Frigg             |
| Gjøa         | 4 – 2          | Stavanger         |
| Hamar        | 4 – 2          | Neset             |
| Odd          | 5 – 0          | Holmestrand       |
| Moss         | 2 – 0          | Kvik Fredrikshald |
| Pors         | 1 - 3          | Larvik Turn       |
| Viking       | 0 - 0 (d.t.s.) | Mjøndalen         |
| Strømsgodset | 2 - 2 (d.t.s.) | Urædd             |

### Ripetizione
| Squadra 1 | Risultato | Squadra 2    |
| --------- | --------- | ------------ |
| Mjøndalen | 7 – 1     | Viking       |
| Urædd     | 2 – 0     | Strømsgodset |

## Quarto turno
| Squadra 1   | Risultato      | Squadra 2   |
| ----------- | -------------- | ----------- |
| Brage       | 1 - 2 (d.t.s.) | Fredrikstad |
| Larvik Turn | 0 - 5          | Drafn       |
| Moss        | 2 – 1          | Fram Larvik |
| Storm       | 1 - 1 (d.t.s.) | Gjøa        |
| Ørn         | 5 – 1          | Hamar       |
| Urædd       | 3 – 1          | Mjøndalen   |

- Brann e Odd ricevettero una wild card.

### Ripetizione
| Squadra 1 | Risultato | Squadra 2 |
| --------- | --------- | --------- |
| Gjøa      | 0 - 1     | Storm     |

## Quarti di finale
| Squadra 1   | Risultato      | Squadra 2 |
| ----------- | -------------- | --------- |
| Urædd       | 1 – 0          | Brann     |
| Fredrikstad | 0 - 1 (d.t.s.) | Drafn     |
| Ørn         | 2 – 0 (d.t.s.) | Moss      |
| Storm       | 1 - 2          | Odd       |

## Semifinali
| Squadra 1 | Risultato      | Squadra 2 |
| --------- | -------------- | --------- |
| Drafn     | 1 - 2          | Ørn       |
| Odd       | 2 – 2 (d.t.s.) | Urædd     |

### Ripetizione
| Squadra 1 | Risultato | Squadra 2 |
| --------- | --------- | --------- |
| Urædd     | 0 - 3     | Odd       |

## Finale
| Arbitro: | Grefberg |

|                         |           |  |
| Ulrichsen 14’, 30’, 55’ | Marcatori |  |

### Formazioni
| Odd |  |                         |
|     |  |                         |
|     |  | Gunnar Christensen      |
|     |  | Erling Lunde            |
|     |  | Thaulow Goberg          |
|     |  | Tidemand Nilsen         |
|     |  | Sigurd Eek              |
|     |  | Ronald Haakonsen        |
|     |  | Olav Gundersen          |
|     |  | Haakon Haakonsen        |
|     |  | Bertel Ulrichsen        |
|     |  | Einar Gundersen         |
|     |  | Martinius Kristoffersen |